# Wört
Wört – miejscowość i gmina w Niemczech, w kraju związkowym Badenia-Wirtembergia, w rejencji Stuttgart, w regionie Ostwürttemberg, w powiecie Ostalb, wchodzi w skład wspólnoty administracyjnej Ellwangen (Jagst). Leży na północnym przedpolu Jury Szwabskiej, ok. 25 km na północny wschód od Aalen.